# Carles Furriols i Solà
Carles Furriols i Solà   (Vic, 4 de juliol de 1956 - Taradell, 4 de novembre de 2023) fou un metge impulsor de la Fundació Humanitària pel Tercer i Quart Món Doctor Trueta que fomenta la creació d'empreses sostenibles i la inserció laboral de persones vulnerables a partir de la recollida de fàrmacs. També va ser conegut amb el nom de Tati Furriols.

## Biografia
Els seus avis materns tenien una fàbrica de llonganisses i els paterns van iniciar una ferreteria. El seu pare, Miquel Furriols Bernadet, va estudiar medicina per ser dentista i va haver de marxar exiliat d'Espanya dues vegades. Va estar tancat a les txeques de Via Laietana, es va fer franquista després de presenciar una foguera de llibres i imatges religioses per part de milicians i va fer la guerra al front de Terol. Regidor de cultura de Vic, el pare va impulsar la revista cultural d'avantguarda Inquietud. La seva mare, Maria Carme Solà Castells, va treballar a la fàbrica de llonganisses i va aprendre francès i anglès de manera autodidacta per a fer d'intèrpret.
Sisè de vuit germans, entre els vuit i deu anys va viure a Taradell i va fer d'ajudant de pastisser mentre estudiava al col·legi de Sant Miquel de Vic. Va interrompre els estudis dos anys però després va seguir. Com a delegat de classe, amb l'aixopluc del Seminari, Acció Catòlica, la JOC i els Escoltes, va aconseguir enviar medicines al Frente Polisario. Va participar en diverses entitats que en la mateixa línia com Socors Roig d'ajuda als presos polítics i el PSAN, un partit marxista clandestí. Va començar a cultivar la seva passió per l'esquí i la muntanya.
Del 1979 al 1984 va estudiar metge a l'Hospital Clínic i Bellvitge. Acabada la carrera va viatjar a París per conèixer Metges Sense Fronteres. Va ser metge cooperant en camps de refugiats a Hondures, Haití (1985) i la guerra d'Angola. Va tornar d'Angola el 1987 i va començar a fer de metge de capçalera a l'ambulatori de Vic. També va estar un temps fent el mateix a Sant Hipòlit de Voltregà i Sant Miquel de Balanyà.
El 1993 va crear l'Associació Doctor Trueta que al principi, a través d'un centre de treball basat en la teràpia ocupacional per a malalts mentals, es dedicà a la recollida selectiva de medicaments per enviar a Cuba, Corea del Nord, països de Sud-amèrica i zones devastades per la guerra dels Balcans. Al segle XXI l'entitat forma camperols del Congo i el Perú i es manté amb la recollida selectiva, la destrucció de documents i el reciclatge de tòners.
Té tres fills de dues mares diferents, la Maria Dolça, en Carles i la Júlia. El 2018 li van detectar un càncer de pàncrees.
El 2019 va rebre la Creu de Sant Jordi. El juny del 2019 fou escollit Osonenc de l'any en una gala al Teatre Centrede Manlleu on l'activista va voler compartir el guardó amb els treballadors, voluntaris i cooperadors de l'entitat que ha impulsat. El setembre del 2020 Òmnium Cultural Osona va dedicar-li un homenatge a Vic amb la participació de Marta Rovira, Carles Puigdemont, Toni Strubell o Amèlia Trueta, entre d'altres.
Va morir el 4 de novembre del 2023 als 67 anys.